# Ендотелій

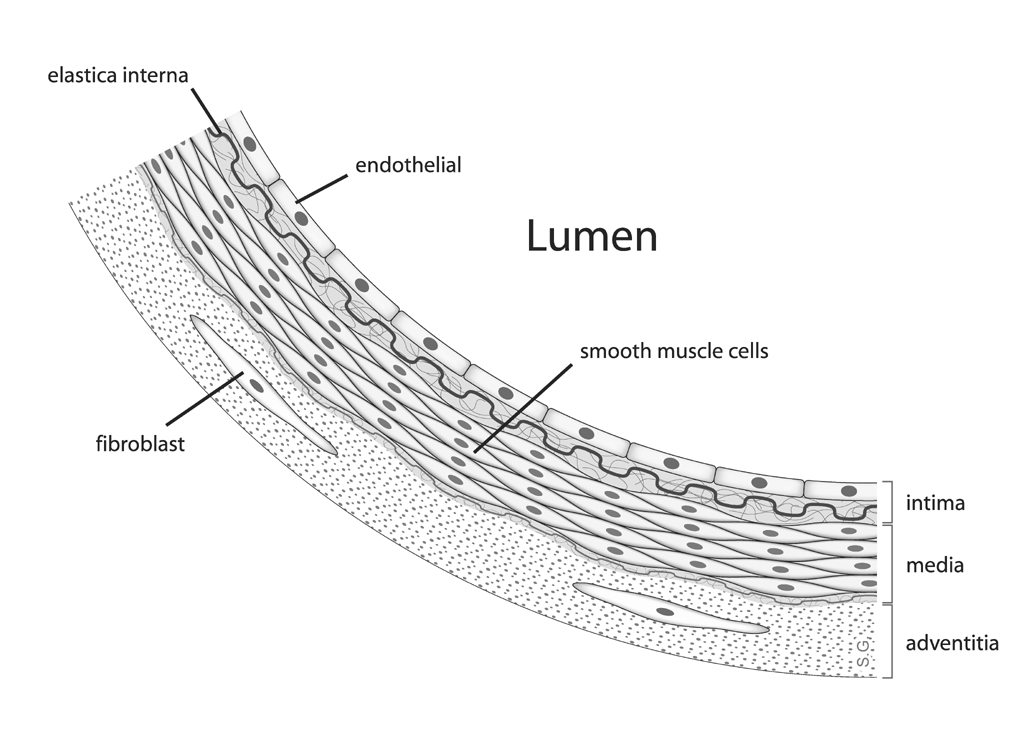
Будова артерії.

Ендоте́лій — це внутрішній шар клітин, яким вистелені капіляри, а також усі інші судини і серце. Це пласт плоских, полігональної форми, витягнутих у довжину клітин з нерівними хвилястими краями, які добре видно у разі імпрегнації сріблом. Ширина клітин 8-19 мкм, довжина від 10-22 до 75-175 мкм і більше (в аорті 500 мкм).

## Будова
Товщина клітин неоднакова в різних її ділянках, у зв'язку з чим в ендотеліальних клітинах розрізняють такі зони:
1. ядерну зону товщиною 4-8 мкм; ядро ендотеліоцита видовжено-овальної форми, у клітині може бути 2-3 або більше ядер;
2. зону органел товщиною 2-3 мкм, яка містить органели і включення; зона органел разом з ярерною зоною є трофічним центром клітини;
3. периферійну зону — найтоншу (до 200нм) частину ендотеліальної клітини, дуже важливу, дуже важливу для обміну речовин між кров'ю і тканинами;

Периферійна зона може містити отвори — фенестри розміром 50-60 нм, у деяких випадках перекриті діфрагмою.

Люменальна (обернена до току крові) поверхня ендотеліоцитів укрита шаром глікопротеїнів. Уздовж внутрішньої і зовнішньої поверхні клітин розташовані піноцитозні пухирці і кавеоли, що свідчить про активний трансендотеліальний транспорт різних речовин. Ендотеліоцити можуть мати окремі мікроворсинки, а також утворювати клапаноподібні структури, які збільшують поверхню ендотелію і змінюють свої розміри залежно від активності трансендотеліального транспорту. ендотеліальні клітини зв'язані між собою щільними замикальними та щілинними контактами (нексусами).

## Фізіологія
Ендотеліоцити продукують низку фізіологічно активних речовин. Серед них оксид азоту, що викликає розслаблення гладких міоцитів, зумовлюючи цим розширення судин, та ендотеліни, що володіють протилежною, судиннозвужуючою дією. Простацикліни та тромбомодуліни, що виділяються судинним ендотелієм у фізіологічних умовах, протидіють агрегації тромбоцитів. У разі ушкодження судинної стінки продукція простациклінів та тромбомодулінів пригнічується, зате активується виділення тромбопластину, фактора активації тромбоцитів та фактора фон Віллербанда, які сприяють агрегації тромбоцитів і зсіданню крові. За участю інших фізіологічно-активних речовин — селектинів — ендотеліоцити сприяють адгезії до своєї поверхні і подальшому проникненню до місця запалення нейтрофілів ацидофілів крові. Селектин нагромаджується в цитоплазмі ендотеліоцитів у формі специфічних електроннощільних паличкоподібних включеннь — так званих тілець Вайбеля-Паладе. У нормі судинний ендотелій непроникний для компонентів крові. Однак під впливом низки чинників, зокрема гістаміну, ендотеліоцити втрачають контакти між собою і скорочуються. Це призводить до виходу водної частини і білків плазми крові у міжклітинне середовище і виникнення набряків.